# Mordida cruzada
Em oclusão, a mordida cruzada também denominada articulação reversa, é a relação oclusal na qual os dentes inferiores estão localizados vestibularmente aos superiores antagonistas, estando as cúspides vestibulares superiores posicionadas nas fóssulas centrais dos dentes inferiores; relação anormal um dente ou dentes de um dos arcos com o dente ou dentes do arco antagonista, devido ao desvio vestibular ou lingual da posição dentária, ou uma posição mandibular (ou maxilar) anormal.